# Колымский край

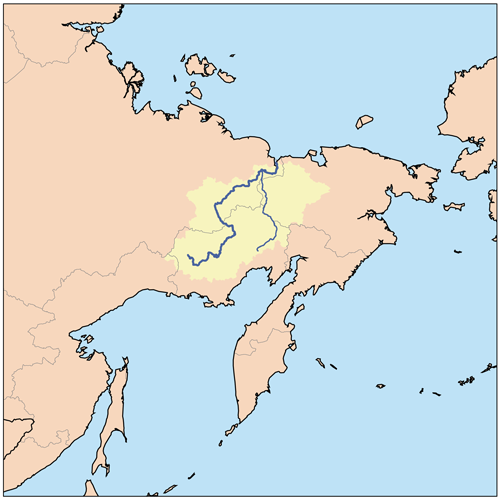
Расположение Колымского края

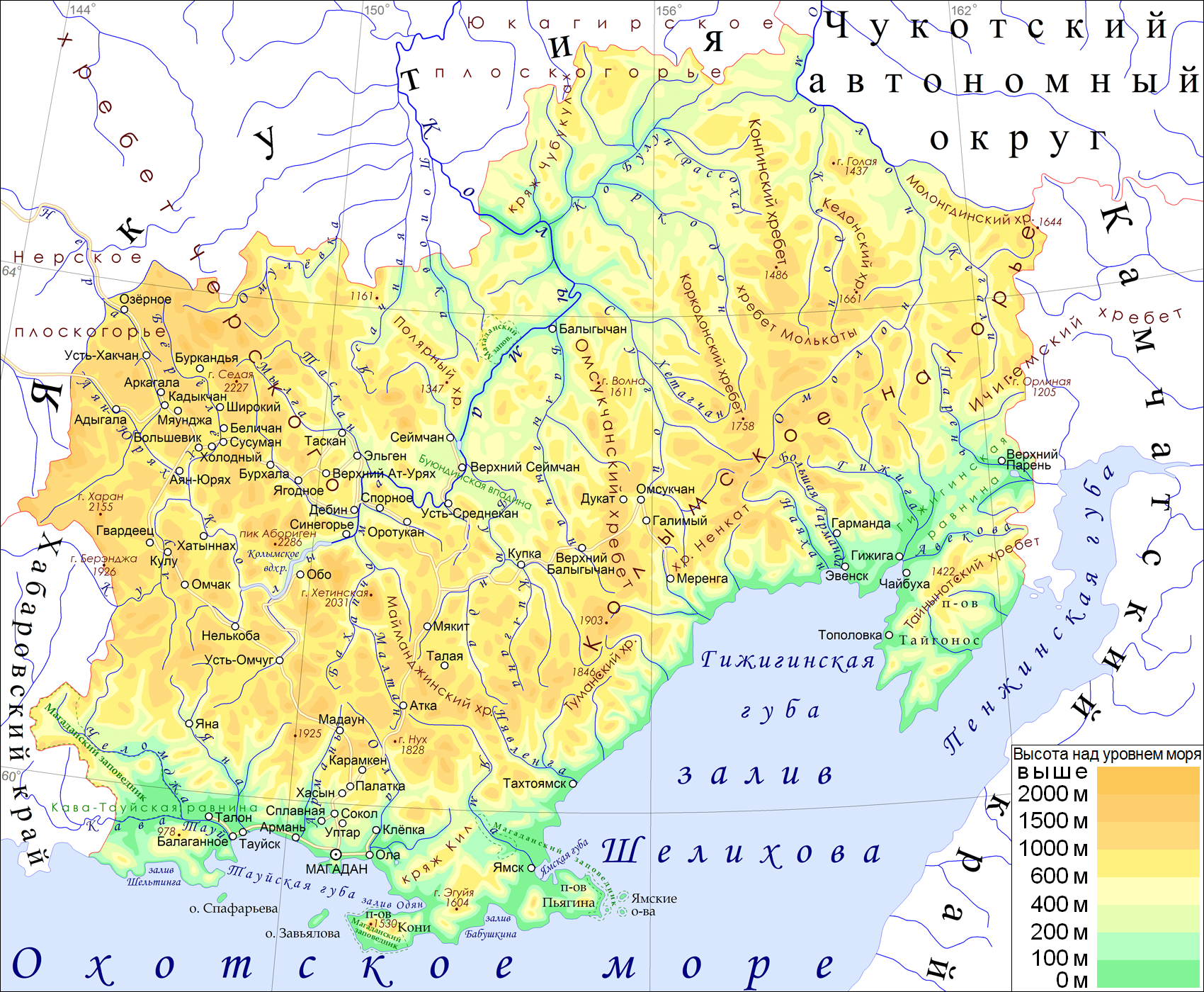
Карта Магаданской области

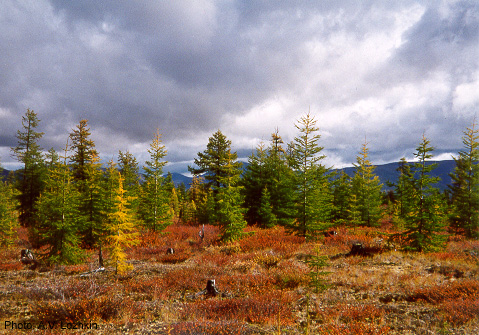
Колымский край

Колы́мский край (разговорный вариант — Колыма́) — историческая область на северо-востоке России, охватывающая бассейн реки Колымы и северное побережье Охотского моря.
Колымский край условно состоит из всей Магаданской области и северо-восточных районов Якутии. К бассейну Колымы относятся реки Билибинского района Чукотского автономного округа. В качестве отдельной административной единицы Колымский край никогда не выделялся, а его территория в разное время входила в состав различных административно-территориальных образований.
Понятие «Колыма» как определённый регион сложилось в 1920—1930-х годах: сначала в связи с открытием в бассейне Колымы богатых месторождений золота и других полезных ископаемых, а в годы массовых репрессий 1932—1953 годов — как место расположения исправительно-трудовых лагерей с особенно тяжёлыми условиями жизни и работы.

## Предыстория
Во время археологических исследований палеолитических памятников на Ангаре в 1936 году был открыт уникальный участок Каменного века Буре, который дал антропоморфную скульптуру, черепа носорогов, а также поверхностные и полуподземные жилища. 
Дома были аналогичны, с одной стороны, для европейских палеолитических домов, а с другой — к этнографически изученным домам эскимосов, чукчей и коряков.
К коренным народам этого края относятся эвены, коряки, юпики, чукчи, орочи и ительмены, которые традиционно жили рыбалкой вдоль побережья Охотского моря и оленеводством в долине реки Колымы.

В общих чертах о наличии золота на Колыме было известно ещё в середине XIX века. Предполагалось, что если успешная золотодобыча ведётся в Забайкалье, в бассейнах рек Лена и Амур, в Приморье, на Аляске, то «золотой пояс» может распространяться и на северо-восток Азии. В энциклопедическом словаре Брокгауза и Ефрона издания 1890—1907 годов сообщалось: 
«Колымский округ — самый восточный и наиболее пустынный из округов Якутской области… Геогностический состав округа очень мало исследован… Произведениями минерального царства округ не особенно богат, но в южных его частях должны находиться, по многим признакам, золотосодержащие россыпи».
 Более глубоким изысканиям мешали суровый климат, отсутствие дорог в необъятных таёжных пространствах и крайне низкая заселённость края.

## История

### Открытие месторождений золота
В 1908 году в Охотске появился приказчик дальневосточного промышленника и купца Шустова — Юрий Янович Розенфельд (Нордштерн). Официально он был послан для отыскания более удобного пути на пушную и рыбную Колыму, чем тропы из Якутска и Тахтоямска или Ольско-Сеймчанский тракт, основанный Петром Калинкиным в 1893 году. Но, обладая необходимым минимумом геологических знаний, Розенфельд больше интересовался минеральными богатствами края. Собирая сведения, он сделал выводы, что регион богат углём, рудами многих металлов. В районе Сеймчана им были обнаружены золотоносные жилы, однако найденные «знаки» золота и самородки пока ещё не подтверждали наличия богатых золотых запасов.
Примерно в то же время поисками колымского «фарта» занимались и опытные старатели — татары Бари «Бориска» Шафигуллин и Сафи Гайфуллин, бежавшие с Бодайбинских приисков. Позднее к ним присоединился ольский мещанин Михаил Канов. В 1914 году в Охотске они объединились под началом Ю. Я. Розенфельда и отправились с ним на Колыму. Вскоре из-за отсутствия значимых результатов компания распалась. Однако Шафигуллин и Гайфуллин поиски не прекратили. Когда в связи с началом Первой мировой войны Сафи призвали в армию, Бориска продолжал бить шурфы один. В результате его тело нашли проезжавшие мимо якуты — в шурфе, с мешочком золота и самородками в руке — на ручье, впадающем в реку Среднекан (правый приток Колымы), в том самом месте, где впоследствии был организован названный его именем прииск «Борискин».
Таким образом, в 1916 году золотоносность Среднеканского района была подтверждена. Розенфельд первым сообщил в Геолком о наличии драгметалла на Колыме — золотоносных кварцевых жил в устье реке Джегдян (Чагыдан, Дягыдан), но в поисках средств ни в России, ни за границей он так и не смог найти людей, заинтересованных в дальнейшей геологоразведке и организации приисков, — Первая мировая война, затем революция и гражданская война надолго прервали геологические изыскания и остановили развитие золотодобывающей промышленности.
Тем временем слухи о найденном золоте распространились среди старателей, которые отправились на Колыму с Алдана и Охоты.
В 1923 году Ф. Р. Поликарпов и возвратившийся в Олу С. Гайфуллин предприняли неудачную попытку поиска золота на средства американской торговой фирмы «Олаф Свенсон и К°». Лишь только на следующий год им удалось обнаружить и намыть золото в районе Среднекана.
В 1927 году Ф. Р. Поликарпов оформил на собственное имя заявку на разработку россыпи в устье ключа Безымянного (приток Среднекана). Именно это событие стало считаться официальным рождением первого колымского прииска.
В начале 1928 года, по возвращении старательской артели Ф. Р. Поликарпова с ключа Безымянного в Олу для пополнения запасов продовольствия, по побережью поползли слухи о несметных богатствах Среднекана. Многочисленные артели со всего Дальнего Востока прибывали в небольшое и тихое до сего времени село Ола, одномоментно превратившееся в огромную перевалочную базу. Склады и магазины вычищались подчистую, в Оле начался голод. В итоге власти были вынуждены запретить частным лицам выезд из Охотска в Олу без личных запасов продовольствия.
Весной 1928 года Ф. Р. Поликарпов уступил свои права на месторождение ключа Безымянного государственному акционерному обществу «Союззолото». В июле 1928 года из Охотска на Среднекан вышел транспорт с администрацией приисков, в которую вошёл и сам Поликарпов — теперь уже в качестве горного смотрителя «Союззолото». Начался этап государственного освоения колымских богатств. Первому прииску было дано название «Среднекан» («Среднеканский»). В Среднекане была создана приисковая контора «Союззолото», на базе которой было организовано Колымское приисковое управление.
Результатом экспедиции Юрия Билибина 1928—1929 годов стало открытие промышленных золотоносных площадей в районах реки Утиная, ключей Холодный и Юбилейный, ставших основными объектами золотодобычи на Колыме вплоть до 1933 года.

### Период Дальстроя и Севвостлага
11 ноября 1931 года за подписью И. В. Сталина было издано Постановление ЦК ВКП(б) «О Колыме», которым было предписано образовать на Колыме «специальный трест с непосредственным подчинением ЦК ВКП(б)». Был создан трест «Дальстрой», который занимался строительством дорог и разработкой месторождений золота. Для этого использовался принудительный труд заключённых. Руководству «Дальстроя» предписывалось уже в 1931 году довести добычу золота до 2 т, в 1932 году — до 10 т, в 1933 году — до 25 т.

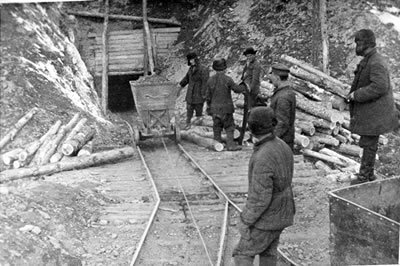
Добыча золота на Колыме, 1934 год

4 февраля 1932 года не приспособленный для плавания во льдах пароход «Сахалин» прибыл в бухту Нагаева. Дальше его не пустил лёд. На «Сахалине» прибыла группа руководителей треста во главе с первым директором «Дальстроя» Эдуардом Петровичем Берзиным. Пароход доставил и первую группу заключённых. В 1932 году был создан Северо-восточный исправительно-трудовой лагерь.

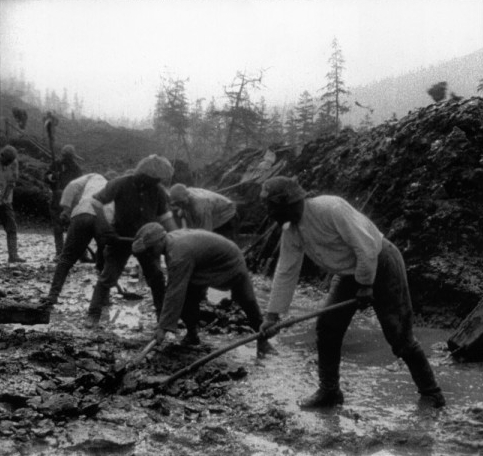
Заключённые на строительстве колымской трассы

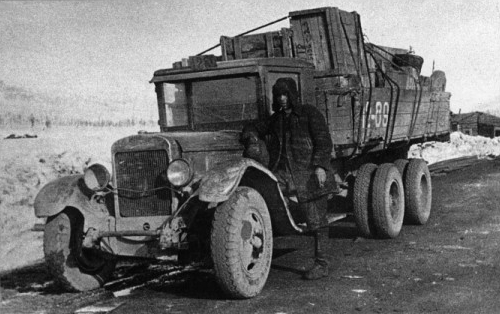
Грузовик ЗИС-6 на колымской трассе, 1938 год

Горняки и геологи нуждались в продовольствии, оборудовании, а грузы шли бесконечно долго по вьючной Ольской тропе и сплавом по Малтану и Бахапче. Приказ № 1 директора треста был о строительстве дороги от Магадана до Усть-Неры. В декабре 1931 года состоялась неудачная попытка пробиться к Элекчану через снега и таежные дебри на четырех полуторках. Лишь на пятый раз героические усилия увенчались успехом, и тракторная колонна дошла до Элекчана — начала сплава.
В 1932 году Сергей Владимирович Обручев писал: «В долине речки Магадан на просторной и свободной площадке построен… городок Магадан — современная столица побережья».
Летом следующего года сдан в эксплуатацию 50-метровый причал, а 29 декабря 1934 года магаданцы принимали пароход «Уэлен». С его палубы опустили четыре отечественных самолета. На них летчики Д. Н. Тарасов, М. С. Сергеев, Н. С. Снежков совершали поистине героические вылеты — от ледовых разведок до длительных тысячекилометровых полетов без карт.
В том же году открылся техникум для подготовки горнопромышленных, сельскохозяйственных и педагогических кадров. Появились своя постоянная газета «Советская Колыма», издательство, музей.
В 1936 году была установлена радиосвязь с «большой землёй». Магаданцы услышали голос московского диктора. «На шестой год работы, — писал Э. П. Берзин в журнале „Колыма“, — „Дальстрой“ снова удваивает добычу и по своему удельному весу займет место, равное нескольким крупным трестам золотопромышленности Союза».
4 марта 1938 года Постановлением Совнаркома СССР государственный трест по дорожному и промышленному строительству «Дальстрой», первоначально бывший хозяйственной структурой Совета Труда и Обороны СССР, преобразован в Главное управление строительства Дальнего Севера НКВД СССР. Вся полнота власти на Колыме окончательно перешла в руки НКВД, а начальник Дальстроя получил неограниченные полномочия в зоне деятельности треста.
К концу 1930-х годов Колымский край стал местом расположения лагерей ГУЛАГа, условия жизни и работы в которых были невыносимыми. Десятки тысяч заключённых, значительную часть которых составляли безвинные жертвы «Большого террора» 1937-1938 годов, были заняты на работах по добыче золота и массово умирали от голода, холода, непосильного труда. Кроме этого, тысячи заключенных в 1937-38 годах были расстреляны по решению тройки НКВД. Также были репрессированы по сфабрикованным обвинениям первый директор «Дальстроя» Берзин, инициатор всех издательских начинаний в Магадане Роберт Августович Апин, журналист Алексей Евграфович Костерин, писатель Исаак Ефимович Гехтман, руководители заводов, управлений. Зловещая репутация Колымы побудила Александра Солженицына назвать её в своей книге «Архипелаг ГУЛАГ» «полюсом холода и жестокости» в системе ГУЛАГа.
14 июля 1939 года рабочий поселок Магадан был преобразован в город. Эту дату принято считать годом рождения Магадана.
В годы Великой Отечественной войны с 1942 года многие заключённые Севвостлага были освобождены и направлены на фронт. Только Среднеканский райвоенкомат в 1942—1944 годах направил в действующую армию 2262 бывших заключённых.
11 июля 1943 года в соответствии с указом Президиума Верховного Совета СССР от 19 апреля 1943 года «О мерах наказания для немецко-фашистских злодеев, шпионов и изменников родины и их пособников» был издан приказ НКВД № 00968 «Об организации отделений каторжных работ при ИТЛ НКВД», в соответствии с которым, в частности, «начальнику лагерей Дальстроя» Никишову предписывалось сформировать на добыче золота и олова каторжные лагерные отделения на 10 000 человек, «выделив их от остальных лагерных отделений». Осуждённые-каторжане в лагерном делопроизводстве шли отдельной строкой: для каторжан было принято писать «з/к КТР» в отличие от «з/к ИТЛ» — для остальных. На 1 июня 1945 года в Севвостлаге числилось 3787 каторжанина.

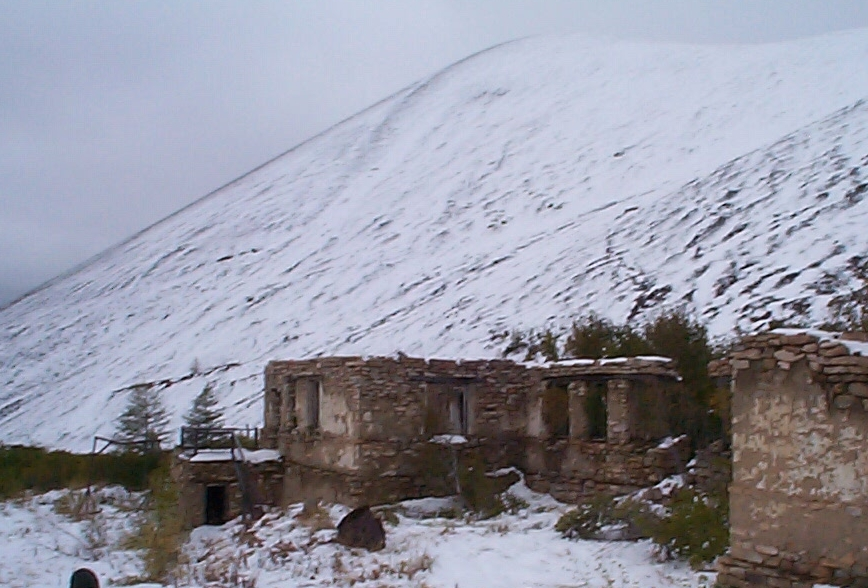
Лагерь Бутугычаг, Колыма

Численность заключённых Колымы значительно увеличилась в 1946 году после отправки в советские лагеря многих бывших советских военнопленных, освобождённых войсками западных союзников или Красной армией в конце Второй мировой войны. Те, кто был признан виновным в сотрудничестве с врагом, осуждались на десять, а то и двадцать пять лет лагерей.
21 февраля 1948 года было издано Постановление СМ СССР № 416-159сс, обязывающее МВД СССР, в частности, «в шестимесячный срок организовать для содержания осуждённых к лишению свободы агентов иностранных разведок, диверсантов, террористов, троцкистов, правых, меньшевиков, эсеров, анархистов, националистов, белоэмигрантов и других участников антисоветских организаций и групп, а также лиц, представляющих опасность по своим антисоветским связям и вражеской деятельности, особые лагеря, общей численностью на 100.000 человек, в том числе: в районах Колымы на Дальнем Севере на 30 000 чел…». 28 февраля 1948 года приказом МВД № 00219 был организован Особый лагерь № 5 — Берлаг, подчинённый приказом МВД № 00469 от 29 апреля 1948 года «Дальстрою», но не входящий в структуру Севвостлага. В нём должны были быть сконцентрированы заключённые вышеуказанных особых категорий
После смерти Сталина с 1953 года заключённые стали постепенно замещаться вольнонаёмными работниками из других регионов страны. 

#### Оценка количества жертв репрессий, погибших на Колыме
По документам ведомственных архивов Магаданской области, до 1957 года, то есть до упразднения «Дальстроя», умерло 120—130 тыс. заключённых и около 10 тыс. заключённых было расстреляно.
В. Есипов цитирует утверждение из труда Ж. Котека и П. Ригуло «Век лагерей»: «ГУЛАГ и Холокост были и остаются концептуально антагонистическими… В СССР речь идёт об изоляции, наказании и производительном труде, который мог убивать заключённых» и делает вывод, что «эта оценка верна в известной мере по отношению к сталинским лагерям в целом, но Колыма, начиная уже с 1936 года, представляла собой своего рода полигон для уничтожения (скорого или медленного) прежде всего самых опасных противников сталинского режима — оппозиционеров или „троцкистов“, которых было предписано либо расстреливать за малейший протест, либо использовать только на тяжёлых физических работах, что обрекало их на гибель. Число расстрелянных на Колыме в 1937—1938 годах составило около 10 тысяч человек при общем количестве заключённых в 94 тысяч человек; в пропорциях это 1:10, каждый десятый, что гораздо выше, чем в любой точке СССР в период „Большого террора“».
В то же время, В. С. Ильяшенко, старший помощник прокурора Магаданской области по надзору за исполнением законов о государственной безопасности, писал:

Сегодня можно с определённостью сказать, что на территории области отбывали наказание в большинстве своём лица, осуждённые за уголовные преступления. И этот шаг к исторической истине, это уточнение нисколько не умаляет, не уменьшает трагедии тех тысяч невинно осуждённых за КРД (контрреволюционную деятельность), кто содержался в северных лагерях или остался в вечной мерзлоте навсегда.

### Последальстроевский период
В 1953 году была создана Магаданская область. Дальстрой был передан в ведение Министерства металлургии, а затем в Министерство цветной металлургии СССР. К 1960-м годам численность населения региона превысила 100 000 человек.
В конце 1980-х и в 1990-е годы по экономическим причинам численность населения региона значительно сократилась, многие жители перебрались в другие регионы России.

## Память о жертвах политических репрессий
В 1996 году в Магадане был открыт мемориал «Маска Скорби», посвящённый памяти жертв сталинских политических репрессий. Также была построена православная церковь Рождества, в которой поминают жертв.

Памятник «Маска Скорби»

## Колымский край в популярной культуре
- «Колымские рассказы» Варлама Шаламова
- Ванинский порт (песня)
- Песня Александра Галича «Облака» («Облака плывут, облака, в милый край плывут, в Колыму…»).
- Песня Владимира Высоцкого «Мой друг уехал в Магадан»
- Пословица «Лучше калымить в Гондурасе, чем гондурасить на Колыме».
- Песня М.Шуфутинского «На Колыме, где тундра и тайга кругом»
- «Ну, будете у нас на Колыме — милости просим! — Нет, уж лучше вы к нам» — «крылатая» фраза из фильма «Бриллиантовая рука»
- Песня «Kolyma» группы EverEve.
- Песня А. Розенбаума «На серебристой Колыме»
- Песня «Колыма» группы Мумий тролль
- Песня «Небо славян» группы «Алиса» — фраза «И от Чудских берегов До ледяной Колымы.»
- Фильм «Особенности национальной рыбалки» — фраза «Кипр — не Колыма! Вернётся!»
- Кто хотит на Колыму — выходи по одному! Там у вас в момент наступит просветление в уму! — Леонид Филатов «Сказ про Федота Стрельца-удалого молодца».
- Песня Александра Новикова «Ожерелья Магадана».
- Песня «Колымская трасса»
- Песни группы «Седьмой континент»: «Гимн Глухарей», «Золотые Волки», «Солнечный Ветер», «Теплая Земля Колыма»
- Песня Тимура Муцураева «18 лет» («По колымской дороге переход в Магадан…»)
- Песня «Ад Колыма» исполнитель Гио Пика.
- Песня «Колыма-мама» из репертуара Александра Маршала.
- Песня «Баул Колыма» группы 7Б. («Собирай баул в Колыму, собирайся на, на Колыму…»)
- Песня «Хоп мусорок» группы Воровайки.
- Документальный фильм Юрия Дудя «Колыма — родина нашего страха».
- Песня Михаила Круга «Магадан».
- Сборники рассказов на идише  Бера Оршанского, изданные в Москве: «Колымские рассказы» / קאלימער דערציילונגענ  (1941)  и «Колыма/На Колыме» / אינ קאלימע  (1937)
- Наталья Ветлицкая, песня «Магадан, заброшенный край»[23].
- Вася Обломов, песня «Еду в Магадан»[24].
  - Существует также приквел этой песни.

### История, документы
- Золотая Колыма. 55 лет Магаданской области: Фотоальбом — М.: Пента, 2008
- Историческая хроника Магаданской области. События и факты. 1917—1972 — Магадан: Магаданское кн. изд-во, 1975
- Паникаров И. А. История посёлков Центральной Колымы. — Магадан: АО «МАОБТИ», 1995
- Широков А. И. Дальстрой: предыстория и первое десятилетие — Магадан: Кордис, 2000

### Документально-художественная литература
- Волков Г. Г. Золотая Колыма: Повесть. Кн. 1 — Магадан: Магаданское кн. изд-во, 1984
- Вронский Б. И. На Золотой Колыме: Воспоминания геолога — М.: Мысль, 1965
- В. Высоцкий, Л. Мончинский «Чёрная свеча»
- Вяткин В. С. «Человек рождается дважды.» — Магадан; Магаданское кн. Изд-во, 1989
- Галченко И. Геологи идут на Север: Записки поисковика-разведчика. — Магадан: Магаданское кн. изд-во, 1957
- Гинзбург Е. «Крутой маршрут»
- Демин Л. М. Семен Дежнёв. — М.: Молодая гвардия 1990
- Зимкин А. У истоков Колымы: Записки геолога. — Магадан; Магаданское кн. изд-во, 1963
- Колесников Г. С. Поклонитесь колымскому солнцу.
- Обручев С. В. Колымская землица. Два года скитаний. — И.: Советская Азия, 1933
- Русанов Б. С. Повесть о Бориске, его друге Сафи и первом Колымском золоте. — Магадан: Магаданское кн. изд-во, 1971
- Туманов В. И. Всё потерять — и вновь начать с мечты…. — 3-е изд. — М.,: Либрика, 2017. — 623 с. — ISBN 978-3-942049-07-8.
- Устиев Е. К. У истоков Золотой реки. — М.: Мысль, 1976
- Фидельгольц Ю. Л. Тот Ванинский порт: повести и рассказы — М.: "Onebook.ru", 2012.-388 с.
- Цареградский В. А. По экрану памяти: Воспоминания о Второй Колым. экспедиции 1930—1931 гг. Кн. 2 — Магадан: Магаданское кн. изд-во, 1987
- Варлам Шаламов «Колымские рассказы» — СПб.: Азбука-классика, 2009

### Художественная литература
- Васильев Ю. В. «Карьера» Русанова. Роман — Магадан: Магаданское кн. изд-во, 1976
- Олефир С. М. Колымская повесть. — Тверь: ООО НТП Фактор, 2001
- Олефир С. М. Встречи в колымской тайге. — Магадан: Магаданское кн. изд-во, 1980
- Пальман В. И. За линией Габерландта. — М.: Детская литература, 1967
- Петров М. А. За колымским перевалом: Повесть — Магадан: Магаданское кн. изд-во, 1990